# Donskoy
Huyện Donskoy (tiếng Nga: ? райо́н) là một huyện hành chính tự quản (raion), của Tỉnh Tula, Nga. Huyện có diện tích 47 kilômét vuông, dân số thời điểm ngày 1 tháng 1 năm 2000 là 34100 người. Trung tâm của huyện đóng ở Donskoy.